# Jejuri
Jejuri es una ciudad y  municipio situada en el distrito de Pune en el estado de Maharashtra (India). Su población es de 14515 habitantes (2011). Se encuentra a 33 km de Pune.

## Demografía
Según el censo de 2011 la población de Jejuri era de 14515 habitantes, de los cuales 7347 eran hombres y 7168 eran mujeres. Jejuri tiene una tasa media de alfabetización del 89,41%, superior a la media estatal del 82,34%: la alfabetización masculina es del 93,72%, y la alfabetización femenina del 85,03%.